# Roberto Suárez Gómez
Roberto Suárez Gómez (Santa Ana del Yacuma, Beni, 8 de enero de 1932-Santa Cruz de la Sierra, 20 de julio de 2000) apodado y conocido como «El Rey de la Cocaína», fue el más grande narcotraficante boliviano del siglo XX, que jugó un rol principal en la expansión del tráfico de cocaína en Bolivia.

## Biografía
Roberto Suárez nació en la población de Santa Ana del Yacuma en el departamento del Beni el 8 de enero de 1932. Sus padres fueron Nicomedes Suárez y Blanca Gómez Roca. Roberto Suárez Gómez fue bisnieto del empresario boliviano Nicolás Suárez Callaú famoso por su rol destacado en la explotación de la goma durante la fiebre del caucho.
A mediados de los años setenta comenzó su relación con el jefe del cartel colombiano Pablo Escobar y luego empezó a reclutar a productores de coca para su propia compañía «La Corporación».
En 1980 financió el golpe de Estado que impuso en Bolivia la sangrienta dictadura militar de Luis García Meza, en la cual su primo Luis Arce Gómez actuó como Ministro del Interior y ordenó el asesinato de muchos sindicalistas e intelectuales Bolivianos, incluido Marcelo Quiroga Santa Cruz.
En una carta al presidente de Estados Unidos Ronald Reagan en 1983 ofreció entregarse si Estados Unidos pagaba la deuda externa de Bolivia de más de tres mil millones de dólares y se liberaba a su hijo.
En 1988 fue sentenciado a 15 años en la Cárcel Prisión de San Pedro en la ciudad de La Paz por tráfico de drogas pero fue liberado en 1996, durante el gobierno de Sánchez de Lozada. 
Murió 4 años después, presuntamente asesinado en la ciudad de Santa Cruz.

## Cultura popular
El personaje de Alejandro Sosa, el narcotraficante que le suple la droga a Tony Montana en la película Scarface, está basado en Roberto Suárez.
El año 1982 Roberto Suárez envía una carta al presidente Ronald Reagan en el que le ofrece su entrega bajo dos condiciones:
- La libertad de su hijo Roberto Suárez Levy, quien meses antes había sido detenido en Suiza y luego extraditado (algunos dicen que secuestrado) a los Estados Unidos, donde luego de un juicio es declarado inocente.

- El depósito por parte del gobierno de USA en una cuenta del Banco Central de Bolivia del monto total en dólares para cubrir la deuda externa.

Una copia de la carta que Roberto Suárez envía a Ronald Reagan fue publicada en el libro Mi vida con Roberto Suárez Gómez y el nacimiento del primer narco estado escrito por su esposa Aída Levy.

## Descendencia
El también narcotraficante Jorge Roca Suárez, más conocido como Techo 'e Paja es sobrino de Suárez Gómez.